# Коллетт, Дан
Дан Коллетт (люкс. Dan Collette; род. 2 апреля 1985, Люксембург) — люксембургский футболист.

## Карьера
Выступал за ряд ведущих люксембургских команд. В 2010 году становился чемпионом Люксембурга в составе «Женесса». В 2004 году дебютировал за национальную сборную страны в домашнем матче отборочного турнира к Чемпионату мира 2006 года против Латвии, который завершился поражением люксембуржцев со счетом 3:4. Всего за сборную Люксембурга Коллетт провел 19 игр.

## Достижения
- Чемпион Люксембурга (3): 2009/10.
- Обладатель Кубка Люксембурга (1): 2012/13.